# Élections législatives norvégiennes de 1933

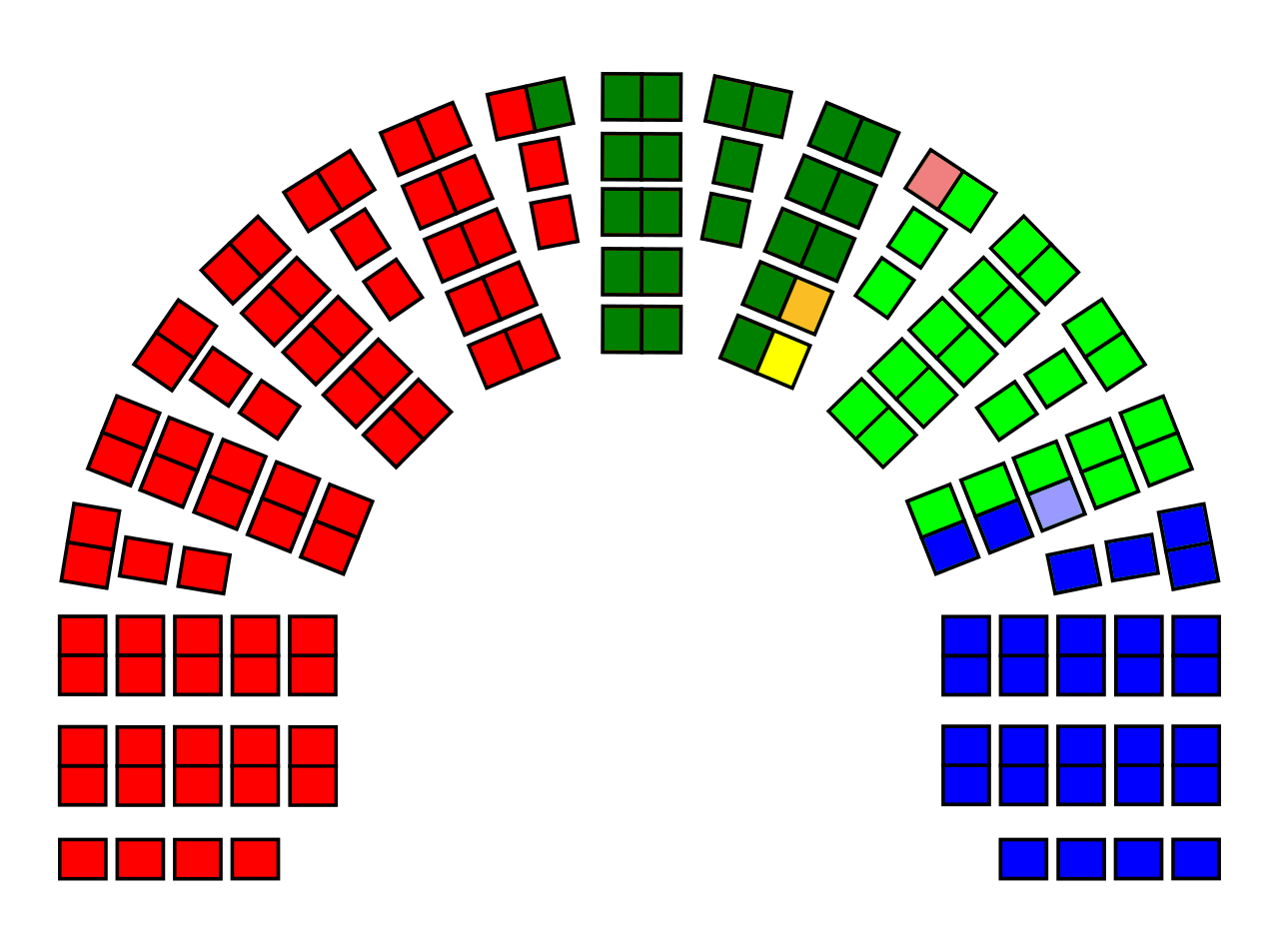
Résultats des élections norvégiennes de 1933

Les élections législatives norvégiennes de 1933 se sont déroulées le 16 octobre 1933. Malgré la victoire du Parti travailliste, qui emporte 69 des 150 sièges du Storting, le gouvernement formé par le libéral Johan Ludwig Mowinckel est reconduit dans ses fonctions.

## Résultats
| Inscrits                              | Inscrits                 | Inscrits                 | 1 643 498 |             |                       |                       |
| Abstentions                           | Abstentions              | Abstentions              | 388 460   | 23,64 %     |                       |                       |
| Votants                               | Votants                  | Votants                  | 1 255 038 | 76,36 %     |                       |                       |
|                                       |                          |                          |           |             |                       |                       |
| Bulletins enregistrés                 | Bulletins enregistrés    | Bulletins enregistrés    | 1 255 038 |             |                       |                       |
| Bulletins blancs ou nuls              | Bulletins blancs ou nuls | Bulletins blancs ou nuls | 6 352     | 0,51 %      |                       |                       |
| Suffrages exprimés                    | Suffrages exprimés       | Suffrages exprimés       | 1 248 686 | 99,49 %     | 150 sièges à pourvoir | 150 sièges à pourvoir |
|                                       |                          |                          |           |             |                       |                       |
| Liste                                 | Tête de liste            |                          | Suffrages | Pourcentage | Sièges acquis         | Var.                  |
| Parti travailliste                    | Néant                    |                          | 500 526   | 40,08 %     | 69 / 150              | +22                   |
| Parti conservateur et gauche libérale | Néant                    |                          | 252 506   | 20,22 %     | 30 / 150              | –11                   |
| Parti libéral                         | Néant                    |                          | 213 153   | 17,07 %     | 24 / 150              | –9                    |
| Parti des fermiers                    | Néant                    |                          | 173 634   | 13,91 %     | 23 / 150              | –2                    |
| Nasjonal Samling                      | Néant                    |                          | 27 850    | 2,23 %      | 0 / 150               | —                     |
| Parti communiste                      | Néant                    |                          | 22 773    | 1,82 %      | 0 / 150               | —                     |
| Parti de gauche libérale              | Néant                    |                          | 20 184    | 1,62 %      | 1 / 150               | –2                    |
| Parti de la Société                   | Néant                    |                          | 18 786    | 1,5 %       | 1 / 150               | +1                    |
| Parti populaire chrétien              | Néant                    |                          | 10 272    | 0,82 %      | 1 / 150               | +1                    |
| Parti populaire radical               | Néant                    |                          | 6 858     | 0,55 %      | 1 / 150               | —                     |
| Autres listes                         | Néant                    |                          | 2 144     | 0,17 %      | 0 / 150               |                       |